# Повстання Рупунуні
2°54′04″ пн. ш. 58°56′07″ зх. д. / 2.9011111111111° пн. ш. 58.935277777778° зх. д.
Повстання Рупунуні — сепаратистське повстання у Гаяні, яке почалося 2 січня 1969 року під проводом скотарів, які прагнули контролювати 22 300 квадратних миль (58 000 км2) землі. Відбувшись менше ніж через два роки після здобуття Гаяною незалежності від Сполученого Королівства, це стало найпершим і найсуворішим випробуванням країни на державність і соціальну солідарність. Зрештою повстанці були розігнані Силами оборони Гаяни, а лідери групи втекли до Венесуели.

## Фон

### Територіальна суперечка між Гаяною та Венесуелою

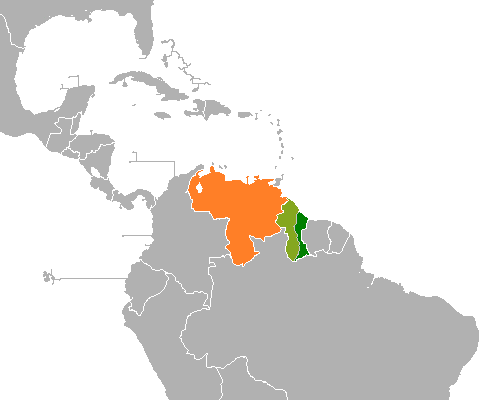
Ессекібо світло-зеленого кольору, решта Гаяни зображена темно-зеленим, а Венесуела — оранжевим.

Повідомляється, що Венесуела підтримувала та споряджала повстанців Рупунуні та їхній рух за відокремлення. За словами Тейлора, «Гаяна зіткнулася з серйозною зовнішньою загрозою з боку свого набагато більшого сусіда, Венесуели, яка наполягала на своїх історичних претензіях на дві третини Гаяни, район на захід від річки Ессекібо», стверджуючи, що в той час як Сили оборони Гаяни налічували 750 солдатів і не мали військово-морських і авіаційних підрозділів, збройні сили Венесуели налічували 15 000 військовослужбовців, а також добре функціонуючі військово-повітряні і військово-морські сили.
Невдовзі після того, як Гаяна досягла незалежності від Сполученого Королівства та відходу британських збройних сил у травні 1966 року, Венесуела почала вторгатися на територію Гаяни, а в жовтні 1966 року венесуельські війська захопили та окупували острів Анкоко. У 1967 році з'явилися повідомлення про те, що Венесуела веде економічну війну проти Гаяни, а пізніше того ж року британський громадянин був висланий з Гаяни за те, що провокував групи корінного населення підтримувати територіальні претензії Венесуели. У серпні 1968 року Венесуела висунула претензії на територію в двох милях на схід від річки Амакуро до річки Ессекібо. Одночасно з іншими своїми діями Венесуела розпочала пропагандистську кампанію на підтримку своїх заяв, яка включала «натяки на розгортання революційної війни проти Гаяни», за словами Рау, а венесуельський дипломат Карлос Перес ДеЛаКова листі до The New York Times заявив у, що венесуельці «жертви британського експансіонізму, а Гаяна є спадкоємицею і бенефіціаркою цього зазіхання на нашу територію».
За словами Джексона, Венесуела встановила «підпорядкування та переміщення індіанців», стверджуючи, що корінні народи не були присутні в певних районах, і вимагала поважати власні імперські претензії Іспанії.

### Керівництво ранчо
Повстання в основному очолювали керівники ранчо, які побоювалися, що після загальних виборів у Гаяні 1968 року їхні права на землю будуть скасовані новим урядом Гаяни. Однією з головних груп, які організували змову, була сім'я Гарт. Валері Гарт, політикиня Об'єднаних сил. Повстання також очолилиїї два брати, Джеймс і Елмо, та двоє американців на ім'я Гаррі і Річард Лоуренс. Іншим учасником був Климент Тезарик, син чехословацького шахтаря.
Мотиви повстання були предметом суперечок. Повстання очолили власники ранчо, а газета Times писала, що власники ранчо «заперечували проти уряду прем'єр-міністра Форбса Бернема, де домінували негри». Міністр сільського господарства Гаяни Роберт Джордан заявив, що уряд не визнає сертифікати власності мешканців на землю, і попередив, що зона буде окупована афроамериканським населенням. Після повстання Джеймс Гарт посилався на цю декларацію як на причину повстання, кажучи, що уряд Гаяни відмовив власникам ранчо в 25-річній оренді землі, яку вони займають, і побоювався, що фермери, які прибули з Ямайки та Барбадосу, заберуть свої землі, заявивши, що вони виступають проти передачі прикордонних сільськогосподарських угідь і районів видобутку золота й алмазів від корінного населення до афро-гаянців та індо-гаянців. Уряд Гаяни створював комісію для видачі земельних сертифікатів сім'ям корінних народів у цьому районі, хоча для цього потрібно було переглянути 20 000 квадратних миль (52 000 км2) землі.
За словами Валері Гарт, політикині Об'єднаних сил, населення регіону повстало проти уряду, тому що їхні конституційні права не дотримувалися, а також через постійні залякування і репресії, спрямовані проти них. Валері була присутня на Першій конференції лідерів індіанців, що отримала назву «Конгрес Кабакабурі» у 1968 році, і представила вимоги Бернему, який представляв громаду близько 40 000 корінних жителів району Рупунуні. За словами офіцера ВМС Венесуели Педро Гонсалеса Каро, цей рух виступав за інтеграцію корінних жителів у гаянське суспільство, що суперечило афроцентристській політиці Бернема. Натомість Сандерс заявив, що повстання «не було повстанням індіанців, хоча багато індіанців рупунуні, ймовірно, схвалили б відокремлення від Гаяни».

## Події

### Підготовка

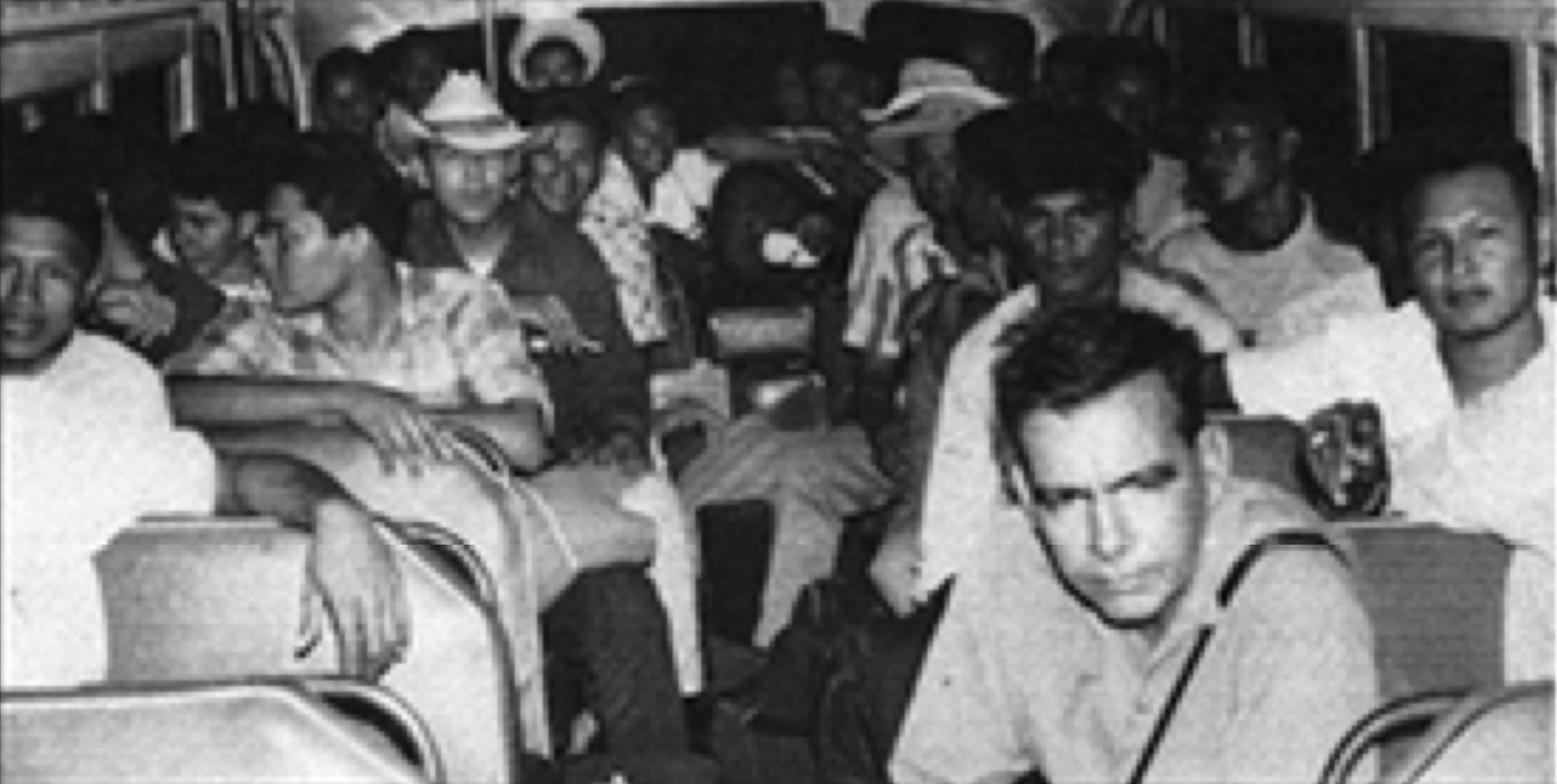
Зображення, надане урядом Гаяни, нібито показує повстанців в автобусі у Венесуелі

У плануванні повстання брала участь невелика група зі 100 осіб, щоб забезпечити секретність. За словами гаянського дипломата Одіна Ішмаеля, більшість індіанців, залучених до змови, були працівниками власників ранчо. The New York Times зазначила в статті про повстання, що «Венесуела давно висуває претензії» на територію, яку повстанці намагалися відокремити від Гаяни.
На зустрічі 23 грудня 1968 року повстанці завершили плани відокремленої держави Рупунуні. План передбачав контроль над регіоном Рупунуні протягом трьох днів, що, на думку змовників, призведе до визнання з боку Венесуели. За The New York Times, були повідомлення про те, що Венесуела надала повстанцям сучасне озброєння. Інші повідомлення, які підтвердив один повстанець на ім'я Колін Мелвілл, говорили, що Венесуела проводила навчання повстанців, відправляючи їх на свою територію для вправ із використання базуки та кулеметів. Повідомлялося, що літак венесуельської армії прилетів до Рупунуні і доставив повстанців до Венесуели на тиждень тренувань, а потім повернувся назад до регіону Рупунуні 1 січня 1969 року.

### Атака
За словами Ішмаеля, незабаром після того, як повстанці, як повідомляється, повернулися з Венесуели, операція була розпочата. Валері залишилася в столиці Венесуели Каракасі, а її брати і Лоуренс брали участь у повстанні в Гаяні. Командний центр повстанців знаходився на ранчо Гарт, яке було приблизно в 15 миль (24 км) від міста Летем, основного поселення регіону Рупунуні. Близько 11:00 ранку 2 січня 1969 року озброєні кулеметами та базуками повстанці почали напади на Летем, спочатку атакувавши поліцейську дільницю, де було близько дванадцяти офіцерів. Було вбито п'ятеро поліцейських, зокрема констеблі Джеймс Маккензі, Вільям Нортон, Майкл Кендалл, сержант Джеймс Андерсон та інспектор Віттінгтон Брейтуейт, а також двоє цивільних, Віктор Ернандес і Томас Джеймс, коли повстанці руйнували будівлі, що належали уряду Гаяни, за допомогою пострілів з базуки. Повідомляється про ще двох загиблих, а The New York Times пише, що загалом загинуло дев'ять осіб.
Повстанці закрили громадян у їхніх будинках і заблокували аеродроми в Летемі, Аннаї, Ґуд-Гоуп, Каранамбо та Карасабаї, намагаючись заблокувати місця базування гаянських військ. В Аннаї повстанці закрили близько дев'яноста людей на бійні.

### Контратака

#### 2 січня
Новини про повстання дійшли до Джорджтауна опівдні 2 січня, що спонукало до розгортання поліцейських і солдатів Збройні сили Гаяни (ЗСГ). У другій половині дня невелика група поліцейських і військовослужбовців ЗСГ прибула на відкриту злітно-посадкову смугу за 5 миль (8,0 км) від Летема, і після приземлення була обстріляна повстанцями. У ніч нападу сім'я Гартів втекла до Сьюдад-Болівар, а потім відправилася в Каракас, щоб попросити військової допомоги від уряду Венесуели; за словами Валері, її метою було від імені повстанців створити незалежний регіон Гаяни.

#### 3 січня
У другій половині дня Валері Гарт зустрілася в Каракасі з міністром закордонних справ Венесуели Ігнасіо Ірібарреном Борхесом у Єллов-Гауз, штаб-квартирі Міністерства закордонних справ. Намагаючись заручитися підтримкою, Валері пояснив Ірібаррену Борхесу суть повстання і розповів, що повстанці мають намір передати Венесуелі спірну територію Гаяни Гаяни-Ессекібо. Ірібаррен Борхес сказав, що Венесуела пов'язана Женевською угодою 1966 року з Великою Британією та Гаяною, і що Венесуела не може втрутитися на користь повстанців, навіть якби захотіла. У заяві для преси після зустрічі Валері заявила, що «Венесуела повинна відстоювати свої законні права не лише на Рупуні, але й на всі 50 000 квадратних миль території спірного регіону Ессекібо». Пізніше посол Гаяни у Венесуелі Юстас Р. Брейтуейт запитав Борхеса про те, як Валері змогла посадити приватний літак у Венесуелі, негайно зустрітися з Борхесом, а потім продовжити проводити заходи для преси в Каракасі; Борхес відповів, що його зобов'язали зустрітися з Валері, що їй особисто надали допомогу з гуманітарних міркувань, і заперечив причетність Венесуели.
Через вісімнадцять годин після прибуття першої групи гаянських військ велика група солдатів ЗСГ почала наближатися до Летема. З наближенням війська повстанці швидко розбіглися, і повстання припинилося.
Коли міста Аннаї та Ґуд-Гоуп були звільнені від повстанських груп, силами повстанців зв'язані поліцейські були викинуті з вантажівок.

#### 4 січня

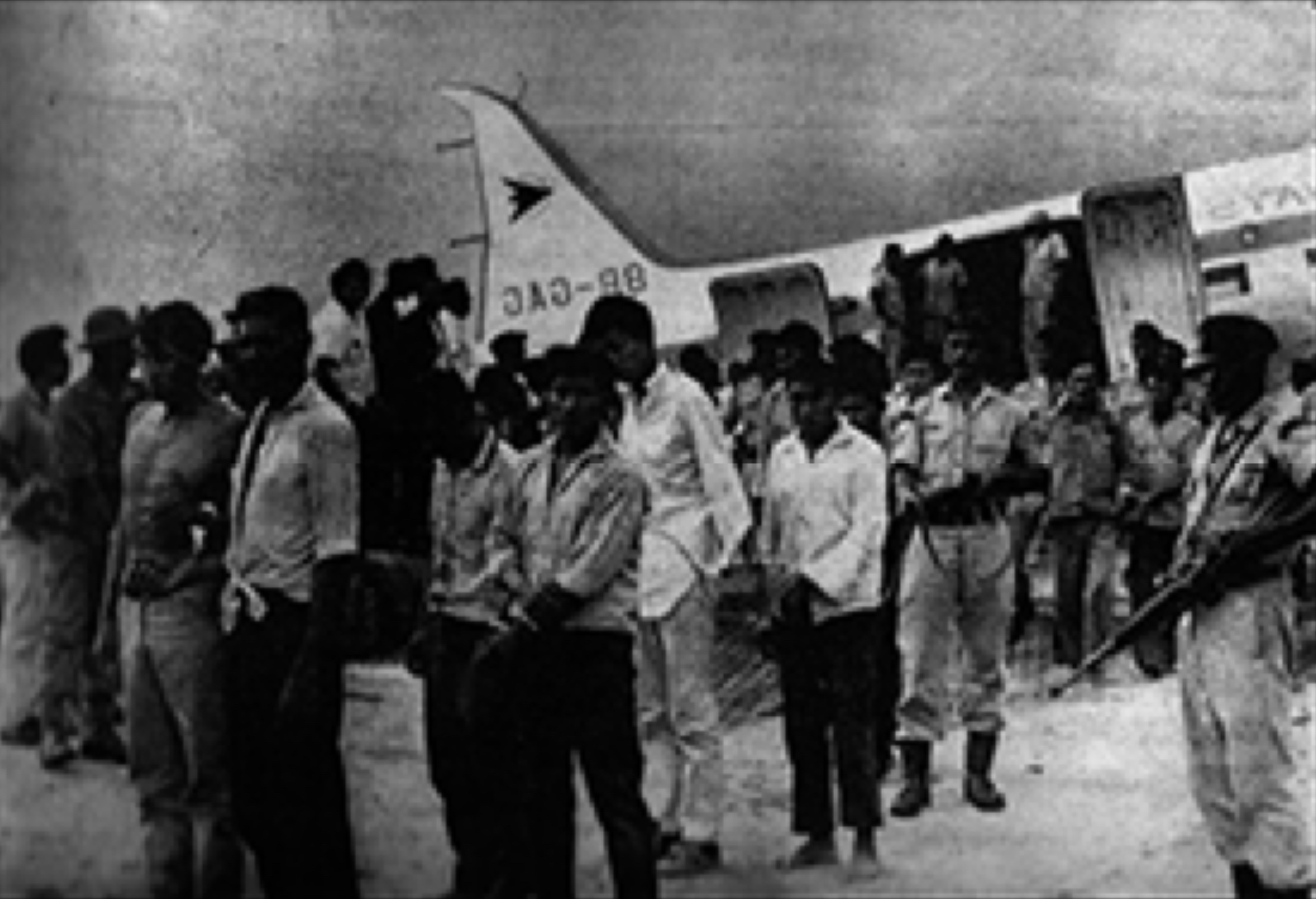
Бунтівників затримали перед тим, як їх доправили до Джорджтауна, Гаяна, незабаром після невдалого повстання

4 січня капітан Едгар Гавідія Валеро вилетів до Санта-Елена-де-Уайрен, надісланий урядом Венесуели з наказом, щоб венесуельські військові установи розблокували аеродроми та розпочали евакуацію як індіанців, так і лідерів повстання. Через кілька годин у цей район прибули гаянські солдати.
Бої тривали в Аннаї, і до кінця дня уряд Гаяни повідомив, що він розгромив повстанців.

## Наслідки
Після того, як їхні плани розпалися, учасники невдалого повстання втекли до Венесуели за захистом, а Гарт та її повстанці отримали венесуельське громадянство за народженням, оскільки було визнано, що вони народилися на спірній території Гаяна-Ессекібо. Уряд Венесуели поселив лідерів у регіоні Гран-Сабана.
20 січня 1969 року Валері Гарт зустрілася з повстанцями у Сьюдад-Боліварі, щоб заохотити їх продовжувати боротьбу.

### Кримінальні обвинувачення

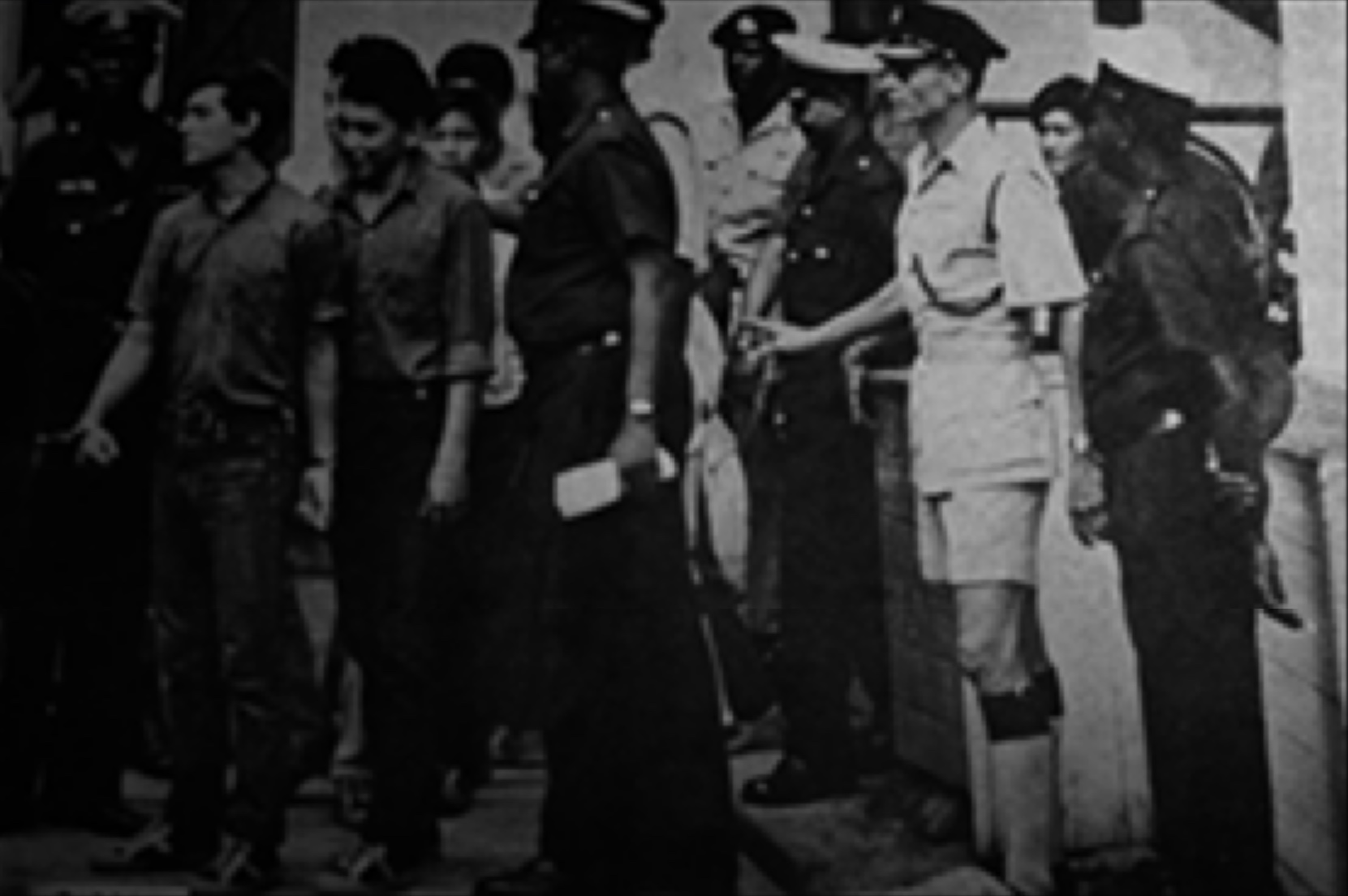
Влада Гаяни представляє арештованих повстанців

Після повстання було заарештовано близько тридцяти повстанців. Гаяна висунула звинувачення п'ятдесяти семи особам у вбивстві. З двадцяти восьми заарештованих повстанців вісімнадцять були звільнені 24 січня 1969 року після зняття звинувачень у вбивстві. Десятеро осіб, що залишилися, були Анакліто Алісіо, Ігнатіус Чарлі, Чарльз Девіс, Френсіс Джеймс, Колін Мелвілл, Патрік Мелвілл, Деміан Філіпс, Олдвін Сінгх, Брентон Сінгх і Гендель Сінгх.
Наприкінці 1969 року під час суду присяжних прокурори Гаяни представили докази венесуельського озброєння та контролю за повстанцями, хоча захист обвинувачених стверджував, що коли його клієнти брали участь у повстанні, вони перебували під тиском. 16 січня 1970 року вердикт присяжних було винесено після семигодинного обговорення; семеро з десяти обвинувачених були визнані невинними, тоді як щодо Олдвіна, Коліна та Патріка вирок не був винесений. Суддя, який спостерігав за судовим процесом, постановив повторний розгляд, хоча трьох осіб, що залишилися, пізніше виправдали та звільнили.

### Політичні відповіді
Уряд Гаяни звинуватив лідерів повстання в тому, що вони ввели в оману корінне населення регіону, заявивши, що уряд забере їхні землі, а також, після затримання мешканців, у пограбуванні регіону на десятки тисяч доларів . Гаяна також звинуватила Венесуелу в допомозі повстанцям, заявивши, що Валері надали приміщення у Венесуелі, де вона могла робити радіопередачі, пропагуючи свій рух, звертаючись за допомогою до осіб із Сполучених Штатів.
Уряд також стверджував, що сорок повстанців були доставлені венесуельською армією до Санта-Елена-де-Уайрен 24 грудня 1968 року, наступного дня автобусом до Санта-Терези, звідки вони летіли дві години до військового табору для тижневого навчання перед тим, як 1 січня 1969 року його повернули на ранчо родини Гартів у Пірарі. Він оприлюднив зображення, на яких, як повідомляється, видно повстанців в автобусах у Венесуелі, яких транспортують до навчальних закладів, і що Венесуела забезпечила повстанців сучасним обладнанням. Прем'єр-міністр Гаяни Форбс Бернем заявив у радіопередачі, що повстання було «початком» і що Гаяна «тому має очікувати подальших актів агресії та залякування від нового імперіалізму на нашому західному порозі», описуючи повстанців як «терористів», навчених венесуельською армією. 5 січня Бернем заявив, що Гаяна подасть скаргу проти Венесуели до ООН. Полонений повстанець Колін Мелвілл заявив, що повстанці тренувалися у Венесуелі, в тому числі тому, як користуватися базуками та кулеметами.
Міністр Венесуели Ірібаррен Борхес рішуче відкинув звинувачення в тому, що Венесуела допомагала повстанцям. Міністр внутрішніх справ Венесуели Рейнальдо Леандро Мора заявив, що деякі громадяни Гаяни пройшли військову підготовку у Венесуелі після заохочення членів їхніх родин. Міністр також сказав, що особи, переміщені внаслідок конфлікту, є в «зоні, яка вважається венесуельською і зазнають переслідувань», що їм будуть надані робочі місця та що такі особи отримають землю. Міністр Гаяни Птолемей Рід заявив, що заява Мора є ще одним доказом причетності до подій Венесуели.

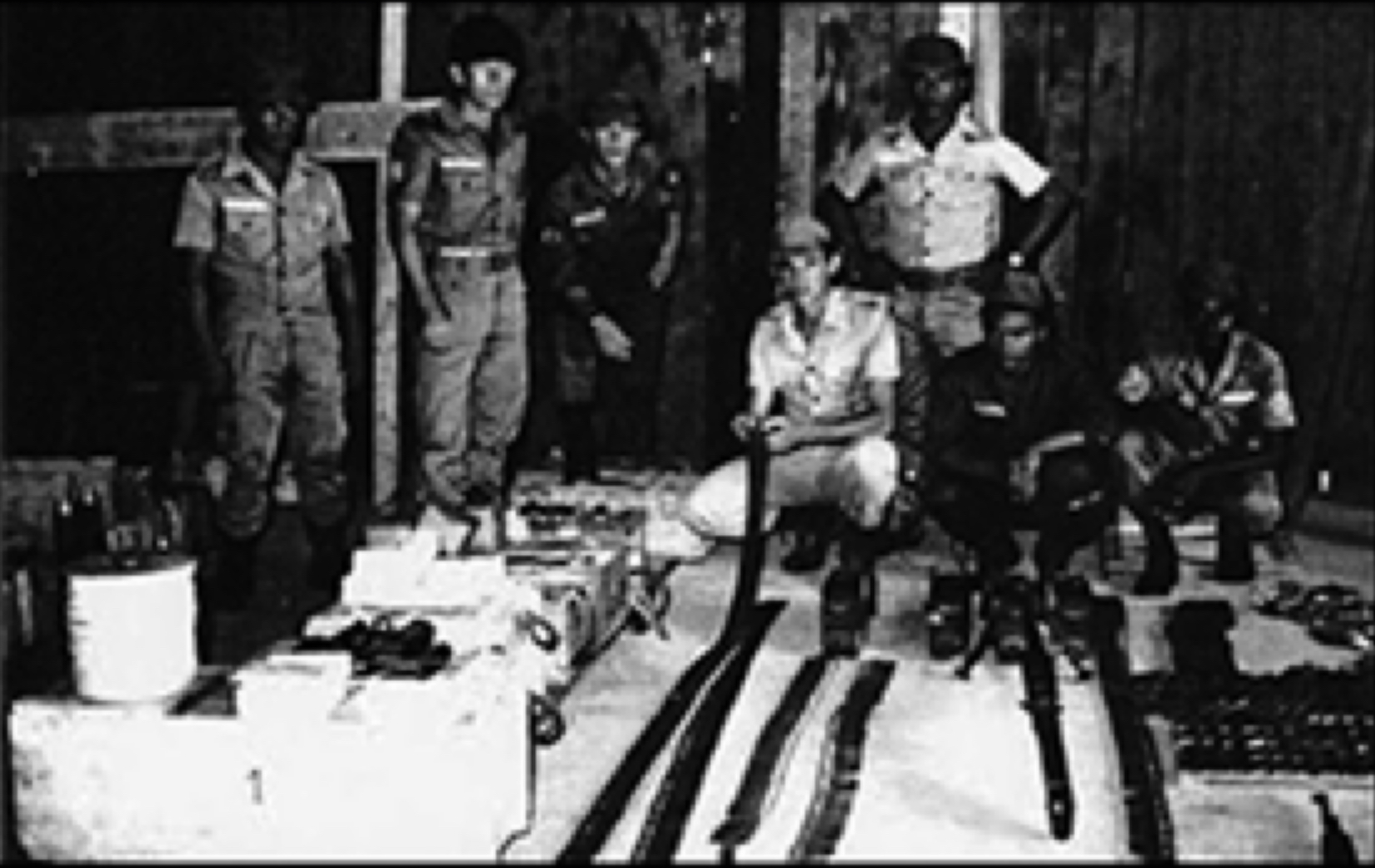
Члени бразильських збройних сил представляють зброю, захоплену у затриманих повстанців, які втекли до Бразилії

6 січня 1969 року Валері було виключено з Об'єднаних сил, партія заявила, що вона була причетна «до повстання та змови іноземної держави». За словами гаянського дипломата Одіна Ішмаеля, у звіті Reuters від 8 січня говориться, що Валері Гарт заявила: «Якщо Венесуела зараз не втрутиться військами, вони отримають у своїх руках ситуацію, подібну до „Затоки свиней“».
7 січня Міністерство закордонних справ Бразилії оприлюднило заяву на підтримку Гаяни, в якій йдеться, що Бразилія «уряду Гаяни в цей важкий момент висловила свою віру в те, що ця сусідня і дружня країна повністю подолає рух, який порушує її внутрішню безпеку і загрожує її територіальній цілісності».
9 січня посол Гаяни в Організації Об'єднаних Націй представив свій офіційний лист Генеральному секретарю Організації Об'єднаних Націй У Тану, у якому йдеться, що «Уряд Гаяни має неспростовні докази того, що особи, які організували і здійснили ці злочини, пройшли відповідну підготовку на території Республіки Венесуела і були забезпечені зброєю владою Республіки Венесуела». У березні Гаяна запровадила тривідсотковий збір на імпорт для фінансування витрат на оборону у відповідь на інцидент. З 28 лютого по 3 березня 1969 року Бернем провів зустрічі зі 160 індіанцями та всіма індіанськими вождями (тачау). Присутні групи корінних народів засудили дії Венесуели, а у спільній заяві тачау заявили, що вони присягнули на вірність Гаяні, що вони ніколи не визнають венесуельських територіальних претензій і що вони засуджують осіб, які співпрацюють з іноземними державами.
7 жовтня посол Венесуели Андрес Агілар на засіданні ООН спростував звинувачення в тому, що Венесуела допомагала повстанцям.
Президент Венесуели Рафаель Кальдера та Бернем були стривожені повстанням і пообіцяли зосередити свою увагу на питанні територіальної суперечки між їхніми двома країнами, що призвело до протоколу Порт-оф-Спейн у червні 1970 року.

### Повідомлення про зловживання
Венесуела та групи активістів корінного населення звинуватили сили Гаяни у нападі та вбивстві індіанців у регіоні. За словами Сандерса, «надійні джерела» повідомили про двох або трьох убитих індіанців і сказали, що звинувачення в тому, що сталося до сімдесяти смертей, були «чутками». Уряд Гаяни та його влада заперечували будь-які вбивства.
Пілот авіакомпанії Guaica, який залишився в Леттемі, сказав, що коли приземлилисядва літаки C-47, гаянські військовики палили будинки, катували жителів і ґвалтували жінок. Лідер опозиції Чедді Джаган спробував надіслати двох своїх індіанців у регіон, щоб спостерігати за ситуацією, але, як повідомляється, їх затримали на аеродромі Летем війська ЗСГ і повернули назад до Джорджтауна. Єпископ Джорджтауна Р. Лестер Гіллі відвідав цей район і заявив, що не бачив жодних звірств. Унаслідок повстання деякі індіанці переїхали, багато з них переїхали до Бразилії.